# José Luis Campuzano (Sherpa)
José Luis Campuzano Feito (Madrid, 22 de noviembre de 1950), más conocido como Sherpa, es un bajista, cantante y compositor español de rock, conocido por haber sido miembro, en la década de los años 1980, del grupo de rock duro Barón Rojo, aunque ya había tocado en otros grupos nacionales, como Módulos.

## Biografía

### Primeros años
José Luis Campuzano Feito nace en Madrid el 22 de noviembre de 1950, en el barrio de Ventas. Desde muy pequeño muestra sus inclinaciones artísticas, cantando a la precoz edad de 4 años, canciones de Antonio Molina, Juanito Valderrama, Manolo el Malagueño y Pepe Marchena, entre otros. A los 12 años le inscriben en la Institución Sindical Virgen de la Paloma, donde estudia Bachillerato Laboral en la rama metalúrgica. 
Autodidacta de la guitarra, a los 13 años es admitido como cantante y guitarrista en el grupo Top-Ten. 
A los 17 ingresa en Telefónica y es destinado a Beasáin, Guipúzcoa. Forma otro grupo con el mismo nombre de Top-Ten y actúa en sus días libres cantando parte del repertorio en euskera. 
Decidido a dedicarse profesionalmente a la música, a los 19 años abandona Telefónica y realiza el servicio militar como voluntario de la Aviación, y al licenciarse emprende su carrera musical como solista con el nombre de Sherpa.

### Años 1970 y Barón Rojo
Durante a los años 1970 formó parte de algunos grupos, como la orquesta navarra Los Cisnes, o Módulos, con los que grabaría un disco homónimo publicado en 1979, aunque con anterioridad había realizado varios singles en solitario, acompañado por un grupo llamado Fértil Grass.
Estas grabaciones en solitario fueron recopiladas en algunos LP en los años 1970 (hoy casi inhallables), y finalmente en un compilatorio en CD llamado Los primeros éxitos de un Barón Rojo / todas sus grabaciones para Discos GMA (1973-1977), editado en 1998 por Rama Lama Music, donde se pueden apreciar distintas influencias, tanto en temas propios como en versiones ajenas.
Estudia solfeo y contrabajo en el Real Conservatorio Superior de Música de Madrid, donde conoce a los hermanos Armando y Carlos de Castro, con quienes formaría, junto al batería uruguayo Hermes Calabria, un grupo llamado provisionalmente Coz, mismo nombre del grupo Coz del cual Carlos y Armando acababan de desvincularse. Así durante un breve lapso de tiempo, hubo dos bandas llamadas Coz.
Finalmente, este nuevo grupo se acabaría llamando Barón Rojo. Esta formación inicial de Barón Rojo (los hermanos De Castro, Sherpa y Hermes) duraría hasta que primero Hermes y después Sherpa abandonan el grupo a finales de 1989, producto de una suma de factores, tales como mala relación con Carlos y Armando, desilusión causada por una cada vez menor repercusión mediática en España del heavy metal en general y de Barón Rojo en particular, y agotamiento debido a una década plagada de numerosas giras.
Durante su estancia en Barón Rojo, Sherpa fue uno de los compositores de la banda, junto a su mujer, Carolina Cortés, que le ayudaba con las letras. De esta sociedad, Campuzano-Cortés, nacieron clásicos como "Barón Rojo", "Hijos de Caín", "Los rockeros van al infierno" o "Concierto para ellos".
Durante los años 1990 estuvo involucrado en otro tipo de proyectos musicales, como compositor para diferentes artistas, como El Fary o Coyote Dax y Luz Casal; así como en discos de música infantil, y algunos trabajos en directo con grupos de versiones de rock and roll clásico, como Sargento Pepe y Los Hobbies.

### Regreso post-Barón Rojo y últimos años
Tras casi 15 años desde su salida de Barón Rojo, Sherpa volvió en 2004 con el disco Guerrero en el desierto, CD que alternaba desde heavy clásico a otras variantes del rock duro más actuales.
En 2006 se anuncia un nuevo trabajo, que sería un disco en directo con algunos temas nuevos de estudio como extra. Finalmente, el número de temas en estudio fue creciendo hasta editarse en 2007 como CD doble, uno en directo y otro en estudio, con el título de El rock me mata, aunque en la segunda mitad de 2006 se adelantó un tema del disco, "Ajedrez mortal". El CD en directo fue grabado durante un concierto en la sala Copérnico de Madrid en 2006.
En junio de 2009 participó en un concierto de reunión de los Barón Rojo originales, junto con Hermes Calabria y los hermanos De Castro. Tras el éxito de dicho concierto, esta formación hizo una gira por España durante 2010, tras la cual Sherpa y Calabria volvieron a sus carreras en solitario.
A mediados de 2013, Sherpa regresó con un doble álbum de estudio titulado Transfusound, consistente en un disco eléctrico con canciones nuevas, y otro acústico con covers y versiones.
En 2019, Sherpa volvió a los escenarios junto con Hermes Calabria, a la batería, Marcelo Calabria (hijo de Hermes) y Sergio Rivas a las guitarras, y bajo el nombre de "Los Barones". En abril de 2019 se publicó una canción nueva con esta formación llamada "Vive Hoy", con letra de Carolina Cortés, habitual letrista de Barón Rojo. A este lanzamiento le siguió una gira bajo el nombre de "No Habrá Final" (en referencia a la canción "Siempre Estás Allí") con actuaciones en los festivales Rock Fest Barcelona y Leyendas del Rock en Villena. En abril de 2023 realizaron un nuevo concierto en Madrid junto con Panzer.

## Discografía

### En solitario
- Hace largo tiempo... (1974) - compilatorio de sus primeros singles, luego reeditado como Los primeros éxitos de un Barón Rojo
- Guerrero en el desierto (2004)
- El rock me mata (2007)
- Transfusound (2013)

### ConMódulos
- Módulos (1979)

### ConBarón Rojo
- Larga vida al rock and roll (1981)
- Volumen brutal (1982)
- Metalmorfosis (1983)
- Barón al rojo vivo (1984) (En directo)
- En un lugar de la marcha (1985)
- Siempre estáis allí (1986) (En directo)
- Tierra de nadie (1987)
- No va más (1988)
- Obstinato (1989)

### Participaciones
- Hobbies, disco En directo desde Rock & Roll Café (1999)
- Mägo de Oz, canción "Finisterra" (2000)
- Mägo de Oz, canción "Dama negra" (2004) (versión en español de Lady in Black, de Uriah Heep)
- Varios artistas, disco tributo a Ozzy Osbourne Tribute to a Madman, canción "Desire" (2004)
- Viga, canción "Rock & Roll Festival" (2006)
- Fran Soler, canción "Negras sombras" (2011)
- Mägo de Oz, canción "Hasta que el cuerpo aguante", Finisterra Opera Rock (2015)
- RODRIGUEZ 5340 - Un nuevo amanecer (2017)
- Def Con Dos, canción "Resistiré" (2017)
- Badana. Disco: Irvandal, canción :"entre la espada y la pared" (2018)
- Santaflow, canción "Radio Rebelde" (2022)

## Películas y documentales
- Barón Rojo, la película - 2012

## Miembros de la banda de Sherpa

### Formación actual
- "Sherpa" Campuzano, bajo y voz
- Hermes Calabria, batería

### Antiguos miembros
- Fran Soler, guitarra[2]
- Luis Cruz
- Raúl Rodrigo
- Juanjo Melero
- Juan Carlos Recio
- Jordi Longán
- Oliver Martin
- Marcelo Calabria, guitarra